# Chiesa dei Santi Martino e Rosa
La chiesa dei Santi Martino e Rosa (in veneto locale Cesa de San Martin) è un edificio sacro di Conegliano, situato nel piazzale omonimo, con la facciata rivolta verso il Monticano.

## Storia

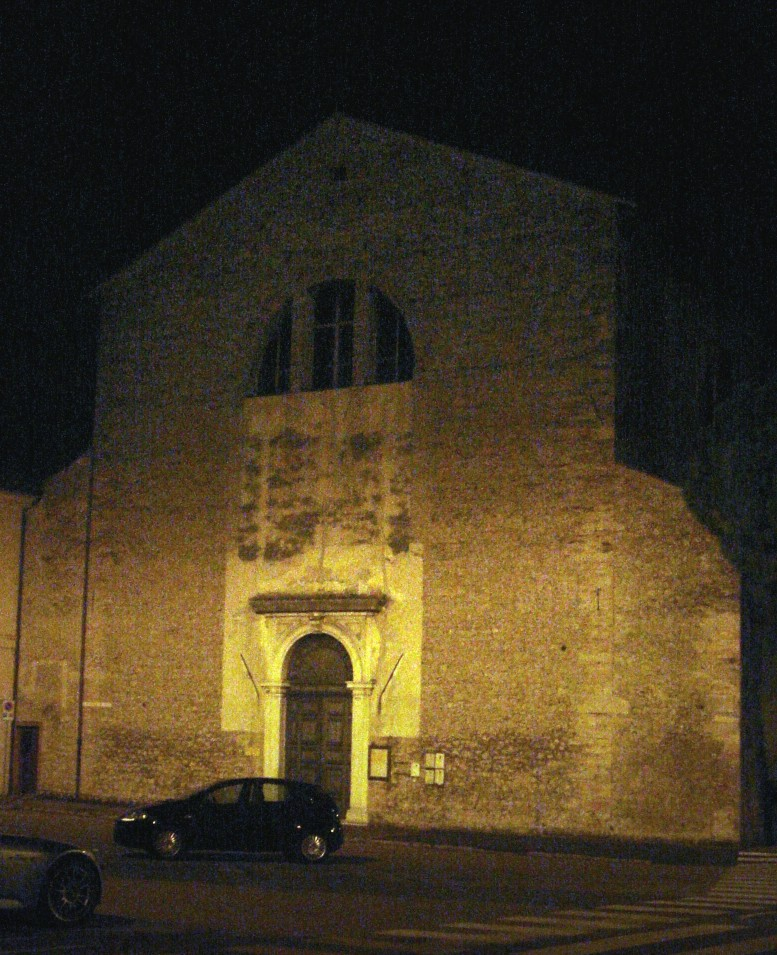
Notturno della facciata

Luogo sacro di antica origine, già presente nella prima metà del XIV secolo legata a un monastero, la chiesa di San Martino è stata ricostruita per volontà della comunità dei frati domenicani tra 1674 e 1730, quando assunse l'aspetto che ancora oggi la caratterizza.
Due episodi interessarono la chiesa nel primo Novecento: il primo riguarda la non realizzazione della facciata che l'architetto Vincenzo Rinaldo, autore della facciata della chiesa dei Santi Rocco e Domenico, era impegnato a progettare, cosicché il prospetto principale restò disadorno; il secondo episodio invece segna la storia della chiesa in modo irreversibile: durante i bombardamenti della Grande Guerra l'edificio venne colpito in molte sue parti, cosicché la parrocchia dovette attivarsi nella ristrutturazione dell'edificio nella sua totalità.
Oggi la chiesa dei Santi Martino e Rosa si incontra, maestosa, nella piazza omonima, dopo aver passato l'omonimo ponte sul Monticano, fiume verso il quale la chiesa guarda.
Dal 1921 è retta dai giuseppini del Murialdo, il primo ordine religioso che vi entrò dopo che Napoleone aveva fatto chiudere il convento nel 1806.

## Descrizione

### Esterni

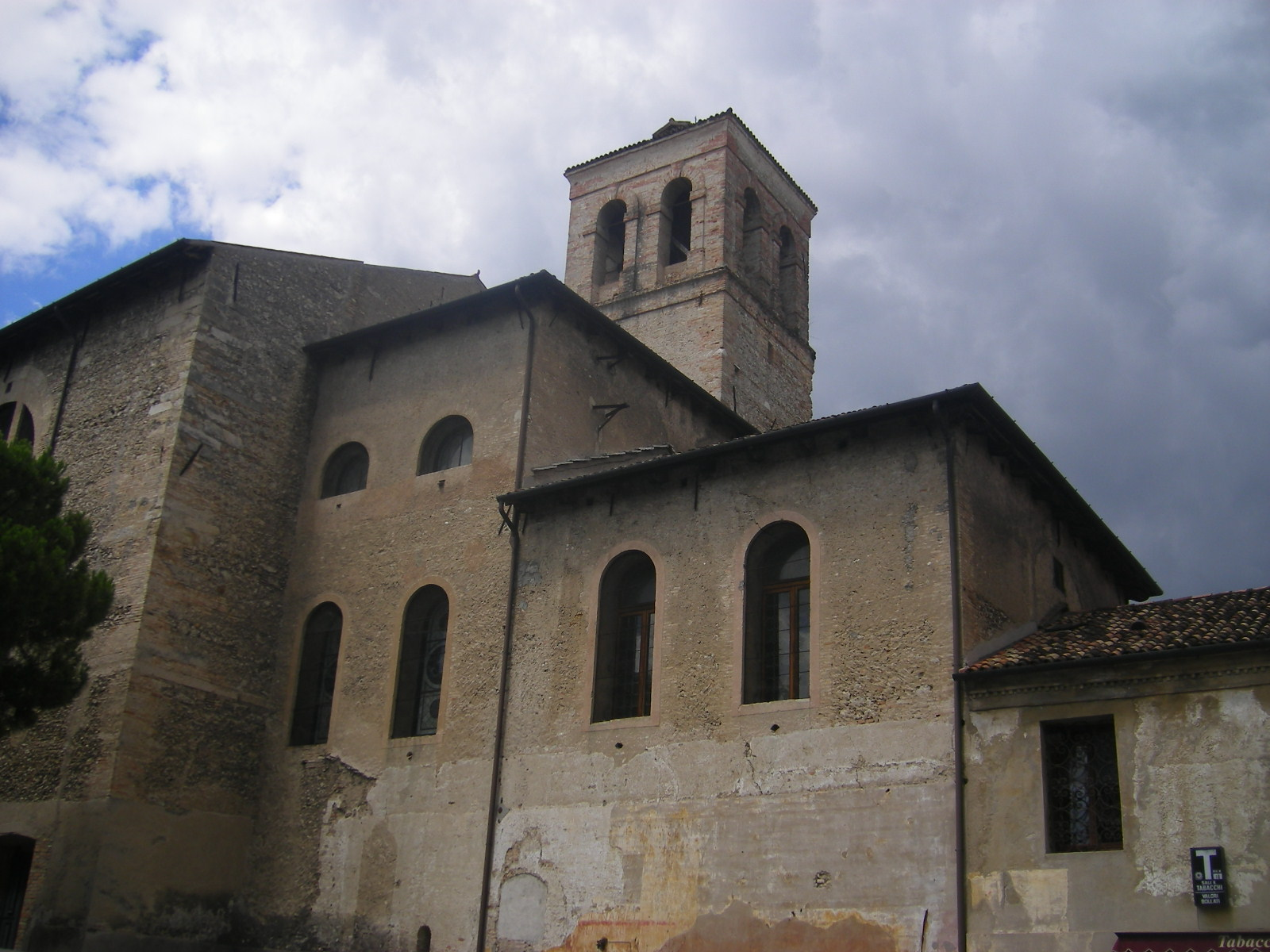
San Martino, parte absidale e campanile

La facciata a capanna dell'edificio si presenta grezza, coperta a laterizio, e del tutto disadorna: come testimonia il progetto del Rinaldo, una volontà di coprirla c'era, dunque la condizione attuale si poneva inizialmente come un a priori per una copertura in marmo o in pietra.
Le aperture della facciata sono due: il portale d'ingresso a tutto sesto, inscritto in una cornice lapidea semplice; la grande finestra tripartita a mezza luna, posta in altro al centro. Quest'ultima fa da modello anche alle aperture della navata, poste alla stessa altezza per un totale di tre per lato. Ai lati sono presenti dei massicci contrafforti, che sul lato destro sono isolati dalla piazza per mezzo di un muro in pietra, all'interno del quale si vedono le sporgenze delle tre cappelle laterali della navata. L'abside esternamente è un parallelepipedo annesso al retro del corpo principale della chiesa e adiacente ai palazzi della piazza, in luogo della quale, un tempo, c'era un cimitero.
Il campanile è posto sul lato nord, a sinistra dell'abside: è una torre di altezza contenuta, caratterizzata da quattro lati uguali biforati a livello della cella campanaria.

### Interni
Dentro l'edificio ha un'unica navata e sei cappelle laterali. Il presbiterio è rialzato e accessibile per mezzo di gradini, che conducono all'altare e all'opera più preziosa che la chiesa custodisce: Adorazione dei pastori, di Francesco da Milano. Tale dipinto raffigura centralmente la Madonna e San Giuseppe chini sul Bambin Gesù, mentre viene dolcemente carezzato da un angelo; sul lato sinistro entra in scena un pastore suonante il flauto, mentre sulla sinistra altri due pastori sono in adorazione; dietro un grande arco a tutto sesto sul quale siedono due angioletti, che tengono fra le mani una fascia sulla quale si intravede la scritta (in latino nel quadro) Gloria a Dio nell'alto dei cieli e pace in terra agli uomini di buona volontà; a destra si apre un paesaggio collinare e montuoso, con arroccata una città murata. La scena avviene alla luce del tramonto.
All'opera del Da Milano seguono, nel coro, la pala di Sante Peranda Ultima Cena (1615) e la tela del 1590 Santi Sebastiano, Rocco e Barbara di Ludovico Pozzoserrato.
Lungo la navata è presente un pulpito in legno del Settecento, scolpito con bassorilievi, opera di un artista dell'ambito di Andrea Brustolon.
L'organo è opera del De Lorenzi, realizzato nel 1862 e restaurato nel 2010.

## Convento dei domenicani

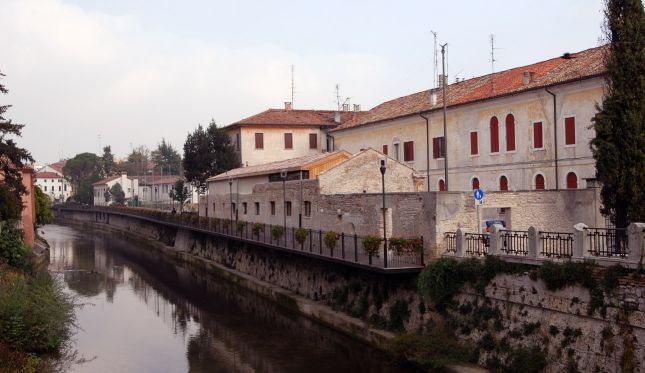
Convento dei Domenicani e Museo degli Alpini

L'edificio di due piani annesso alla chiesa, lungo il corso del Monticano, è ciò che rimane del vecchio convento dei domenicani. Edificio risalente al XVIII secolo ed oggi ricordato soprattutto per essere stato a lungo sede della Caserma Marras culla del 6º, 7º alpini e gruppo artiglieria montagna "Conegliano"; tuttavia conserva ancora l'aspetto di un monastero, con la lunga facciata con due livelli di aperture (monofore a tutto sesto al pian terreno, rettangolari al primo piano) e dentro il chiostro.
L'edificio, in attesa di ristrutturazione, è destinato a divenire sede della biblioteca comunale.

### Museo degli Alpini
Nel cortile esterno del convento dei domenicani, recintato da un muro in sassi con accesso da Piazza San Martino, c'è un piccolo edificio ad un piano completamente ristrutturato e destinato a Museo degli Alpini, curato e gestito dalla sezione locale degli Alpini; da questo punto diparte la passerella degli Alpini che percorre il lungofiume, collegando pedonalmente il Ponte di San Martino e il Ponte della Madonna.